# Hikaru Naruoka
Hikaru Naruoka (成岡 輝瑠 Naruoka Hikaru?), född 28 juli 2002 i Shizuoka prefektur, är en japansk fotbollsspelare.
Naruoka började sin karriär 2020 i Shimizu S-Pulse.